# Atelier de cathédrale
Un atelier de cathédrale, (loge de maçon ou Bauhütte), est une structure dédiée à la construction, l’entretien et la restauration d’un monument et ayant un mode de fonctionnement spécifique, dit Bauhüttenwesen. Les ateliers de cathédrale sont apparus au Moyen Âge, lorsque la complexification de l’architecture gothique imposa l’implantation au pied des cathédrales d’ateliers permanents, dans lesquels travaillaient divers corps de métier. Ces ateliers devinrent ensuite peu à peu des entités autonomes ayant leurs propres structures organisationnelles, rituels et formes de communication et entretenant des liens étroits entre eux, favorisant la diffusion des savoirs architecturaux à travers l’Europe.
À l’exception de quelques ateliers, comme ceux de Fribourg-en-Brisgau et Strasbourg, la plupart des ateliers de cathédrale ont disparu à l’époque moderne, mais ils connaissent depuis le milieu du XIXe siècle un renouveau, en particulier dans l’espace germanique, où de nombreux ateliers ont été refondés, depuis celui de Cologne en 1823 à celui de Stavanger en 2017.
La typologie des ateliers de cathédrale du début du XXIe siècle est très variée : leur forme juridique peut être celle d’une fabrique, d’une association, d’une fondation, d’un service municipal ou étatique, etc. Les monuments concernés par leurs actions restent toutefois le plus souvent des cathédrales, d’où leur nom, mais il existe également des ateliers dédiés à des églises, comme à Ulm, ou à des châteaux, comme au Zwinger de Dresde.
Les pratiques et techniques propres aux ateliers de cathédrale sont inscrites depuis 2020 au Registre des bonnes pratiques de sauvegarde du patrimoine culturel immatériel de l’UNESCO.